# Geschäftshaus Herms
Das Geschäftshaus Herms befindet sich in Bremen, Stadtteil Mitte, Ortsteil Altstadt, Unser Lieben Frauen Kirchhof 17 Ecke Sögestraße 17/19. Das Haus entstand 1909 nach Plänen von August Abbehusen und Otto Blendermann. Es steht seit 1994 unter Bremer Denkmalschutz.

## Geschichte
Das fünfgeschossige, verputzte Wohn- und Geschäftshaus wurde 1909 in bester städtischer Lage im Stil der Jahrhundertwende mit einem großen Walmdach für das Wollgeschäft Herms gebaut. Unten waren die Laden-, Büro- und Lagerräume und ab 3. Obergeschoss die Wohnung des Eigentümers Albert Herms. Es ist gestalterisch symmetrisch mit repräsentativer, durch Wandvorlagen und Erker gegliederter neoklassizistische Fassade in den Obergeschossen. Die Pfeilerfassade aus Stahlbeton zeigt im Erdgeschoss große Schaufenster. Die friesartige Gruppe von Relieffeldern mit figürlichen Darstellungen über dem 1. Obergeschoss stammt vermutlich von dem Bremer Bildhauer Heinrich Erlewein, der auch am Neuen Rathaus gewirkt hat.
 
Das Landesamt für Denkmalpflege Bremen schrieb dazu: „Der Bau gehört zu den besten Leistungen im Bremer Geschäftshausbau seiner Zeit.“

1979 erfolgte ein umfangreicher Umbau.